# Miss Paraíba 2014
Miss Paraíba 2013 foi a 57ª edição do tradicional concurso de beleza feminino de Miss Paraíba, válido para a disputa de Miss Brasil 2014, único caminho para o Miss Universo 2014. O evento foi coordenado este ano pelo empresário Carlos Pachêco e teve transmissão ao vivo pela TV Clube João Pessoa direto do Teatro Armando Monteiro Neto, localizado em João Pessoa. Dezesseis (16) candidatas disputaram o título que pertencia à vencedora do ano passado, Patrícia dos Anjos, que passou a coroa para a grande vencedora, sendo esta a representante de Mamanguape, Janaynna Souza,  que logo renunciou ao título por motivos pessoais, assumindo sua primeira sucessora, Larissa Juliane Muniz da Silva, de Esperança. 

## Resultados

### Colocações
| Posição                 | Município e Candidata |
| Renunciou               | - Mamanguape - Janaynna Souza |
| Assumiu                 | - Esperança - Larissa Muniz |
| 2º. Lugar               | - Bayeux - Valnélia Souza |
| Finalistas              | - Bananeiras - Adayana Souza - Patos - Kennia Alencar                                                                                              |
| (TOP 10) Semifinalistas | - Campina Grande - Melissa Amâncio - Guarabira - Mércia Alves - João Pessoa - Mylena Costa - Santa Rita - Rhuana Bispo - Sapé - Thamíres Gonçalves |

     Janaynna renciou ao título pouco tempo depois por motivos pessoais.

### Prêmio especial
Apenas um prêmio especial foi dado este ano: 
| Prêmio        | Município e Candidata      |
| Miss Simpatia | - Guarabira - Mércia Alves |

### Ordem dos anúncios
| 1. Bananeiras 2. Bayeux 3. Campina Grande 4. Esperança 5. Guarabira 6. João Pessoa 7. Santa Rita 8. Patos 9. Mamanguape 10. Sapé | 1. Bananeiras 2. Bayeux 3. Esperança 4. Patos 5. Mamanguape |  |  |

## Jurados

### Final
Ajudaram a definir a campeã:
1. Eliseu Abreu, gastrônomo;
2. Ramon Schnayder, cantor;
3. Rudolf Rosenstiel, fotógrafo;
4. Ricardo Castro, colunista social;
5. Dr. Antônio Aracoeli, cirurgião plástico;
6. Miguel Braga, coordenador do Miss Pernambuco;
7. Bruno Mooneyhan, Men Universe Model 2013.
8. Ricardo Gomes, consultor técnico;
9. Francisco Oliveira, nutricionista;
10. Ramon Lima, personal stylist;
11. Márcio Arruda, empresário;
12. Jadna Ferraz, empresária;
13. Delma Moreira, estilista;

## Renúncia
A modelo Janaynna Souza, de 19 anos, representante da cidade de Mamanguape, eleita a mais bela mulher da Paraíba no concurso Miss Paraíba 2014, decidiu entregar a coroa. A renúncia, segundo ela, seria por problemas pessoais. O coordenador do evento, Carlos Pachêco, emitiu uma nota em uma rede social explicando a situação e os novos rumos do título:
| “ | Comunicamos através desta que a candidata eleita Miss Paraíba 2014, Maria Janaynna Sousa de Oliveira, desertou o título recebido no último dia 2 de agosto de 2014 no Teatro Armando Monteiro Neto, na cidade de João Pessoa-PB. A mesma alegou a renúncia por motivos pessoais. A mesma realizou o pedido através de uma carta escrita à mão, onde ela afirma que abre mão do título para que uma das candidatas classificadas assuma o título recebido e renunciado por ela. | ” |

A segunda colocada no Miss Paraíba, Larissa Muniz, de 18 anos, representante do município de Esperança, passa agora a ser a mais bela mulher do estado e vai disputar o Miss Brasil 2014, marcado para o dia 27 de setembro em Fortaleza, com transmissão ao vivo pela Band. Ela já se pronunciou sobre a mudança no concurso paraibano.
| “ | Eu acredito no destino. Acredito nos meus sonhos e acredito em reviravoltas! Acredito que o destino guarda a Janaynna algo grande. Que mesmo que por motivos pessoais a impedindo, ela representaria nossa Paraíba de forma digna. Darei o meu melhor, acredito que nada é por acaso e que tudo que aconteceu tem um motivo. Vou mais forte ao Miss Brasil, representar minha Jericó, Esperança e a Paraíba. Conto com a torcida de todos. | ” |

## Candidatas
Disputaram o título as candidatas de: 
| - Bananeiras - Adayana Souza - Bayeux - Valnélia Souza - Cabedelo - Caroline Bernardo - Cajazeiras - Nataly Silva - Campina Grande - Melissa Amâncio - Conde - Priscila Pereira - Esperança - Larissa Muniz - Guarabira - Mércia Alves | - Itaporanga - Ellysama Lopes - João Pessoa - Mylena Costa - Mamanguape - Janaynna Souza - Patos - Paloma Alencar - Picuí - Paloma Medeiros - Santa Rita - Rhuana Bispo - Sapé - Thamires Gonçalves - Sousa - Luana Menezes |